# Oligoryzomys chacoensis
Oligoryzomys chacoensis é uma espécie de roedor da família Cricetidae. Pode ser encontrada na Argentina, Bolívia, Paraguai e Brasil.